# 犬伏稔昌
犬伏 稔昌（いぬぶし としあき、1972年4月24日 - ）は、大阪府東大阪市出身の元プロ野球選手（内野手、捕手）。右投右打。チーム内での愛称は「ワンちゃん」。

## 来歴

### プロ入り前
小学1年生でボーイズリーグの若江ジャイアンツ（後輩に西武でもチームメイトとなる松井稼頭央がいた）に入り、中学時代は捕手。
近大付属高校時代は一塁手として1990年の第62回選抜高等学校野球大会に出場し全国制覇を成し遂げる。同年の夏は府予選ベスト16で柏原高校にサヨナラ負け。高校通算19本塁打。
1990年のドラフト会議で西武ライオンズから3位指名を受けて入団した。

### 西武時代
高校時代は兼任していた一塁手としての出場が多く、捕手に本格的に取り組んだのがプロ入り後ということもあり、正捕手の伊東勤の存在で出場機会に恵まれなかった。下積み生活が長く1996年（6年目）に一軍初出場。その後3年間一軍出場がなく、2000年6月23日のオリックス・ブルーウェーブ戦で10年目にしてプロ初本塁打を記録した。
2002年には開幕2戦目に3番・指名打者としてスタメンに抜擢されると成果を残して左キラーとして一軍定着し（この年の対左投手打率.368）、左投手が予告先発の試合では3番・指名打者のポジションを不動のものとした（右投手が予告先発の場合は宮地克彦が3番に入った）。対左投手用のスタメン3番として起用され続けた理由は、1つはシーズン当初3番で起用するはずだった髙木大成の戦線離脱、そしてもう1つは2000年に放ったプロ初本塁打が左の金田政彦からのものであった事をこの年から監督に就任した伊原春樹が覚えていたからである。右投手が予告先発の試合では右の代打の切り札として控え、6月20日の福岡ダイエーホークス戦で代打逆転サヨナラ3ラン本塁打を放つなど優勝に貢献した。
2004年はシーズンでの一軍出場はわずか8試合だけだったが、プレーオフ第2ステージ第5戦の延長10回表1死1,3塁の場面に代打で登場し、この年セーブ王・三瀬幸司の初球を叩いて犠飛を放った。これが決勝点となってチームはリーグ優勝を果たし、さらに12年ぶりの日本一も達成した。
2005年は一軍出場がなく、この年限りで現役引退。

### 引退後
チームスタッフとして球団に残り、2010年に退団した。
2011年から大久保博元が主宰する「デーブ・ベースボール・アカデミー」講師に就任。

## 人物
元マラソン日本記録保持者である犬伏孝行とは親戚関係である。

## 詳細情報

### 年度別打撃成績
| 年 度     | 球 団     | 試 合 | 打 席 | 打 数 | 得 点 | 安 打 | 二 塁 打 | 三 塁 打 | 本 塁 打 | 塁 打 | 打 点 | 盗 塁 | 盗 塁 死 | 犠 打 | 犠 飛 | 四 球 | 敬 遠 | 死 球 | 三 振 | 併 殺 打 | 打 率 | 出 塁 率 | 長 打 率 | O P S |
| --------- | --------- | ----- | ----- | ----- | ----- | ----- | -------- | -------- | -------- | ----- | ----- | ----- | -------- | ----- | ----- | ----- | ----- | ----- | ----- | -------- | ----- | -------- | -------- | ----- |
| 1996      | 西武      | 3     | 3     | 3     | 0     | 1     | 0        | 0        | 0        | 1     | 0     | 0     | 0        | 0     | 0     | 0     | 0     | 0     | 1     | 0        | .333  | .333     | .333     | .666  |
| 2000      | 西武      | 5     | 8     | 7     | 1     | 1     | 0        | 0        | 1        | 4     | 2     | 0     | 0        | 1     | 0     | 0     | 0     | 0     | 3     | 0        | .143  | .143     | .571     | .714  |
| 2002      | 西武      | 74    | 151   | 140   | 17    | 43    | 8        | 2        | 3        | 64    | 24    | 0     | 0        | 0     | 1     | 9     | 0     | 1     | 31    | 3        | .307  | .351     | .457     | .808  |
| 2003      | 西武      | 26    | 33    | 30    | 0     | 7     | 0        | 0        | 0        | 7     | 0     | 0     | 0        | 0     | 0     | 3     | 0     | 0     | 11    | 0        | .233  | .303     | .233     | .536  |
| 2004      | 西武      | 8     | 11    | 10    | 1     | 4     | 2        | 1        | 0        | 8     | 3     | 0     | 0        | 0     | 0     | 1     | 0     | 0     | 0     | 0        | .400  | .455     | .800     | 1.255 |
| 通算：5年 | 通算：5年 | 116   | 206   | 190   | 19    | 56    | 10       | 3        | 4        | 84    | 29    | 0     | 0        | 1     | 1     | 13    | 0     | 1     | 46    | 3        | .295  | .341     | .442     | .783  |

### 記録
- 初出場：1996年7月13日、対福岡ダイエーホークス16回戦（札幌市円山球場）、8回裏に高木浩之の代打で出場
- 初打席・初安打：同上、8回裏にホセ・ヌーニェスから
- 初先発出場：2000年6月22日、対大阪近鉄バファローズ11回戦（大阪ドーム）、8番・一塁手として先発出場
- 初本塁打・初打点：2000年6月23日、対オリックス・ブルーウェーブ11回戦（西武ドーム）、2回裏に金田政彦から中越先制決勝2ラン

### 背番号
- 50 （1991年 - 1996年）
- 32 （1997年 - 2000年）
- 64 （2001年 - 2005年）
- 95 （2006年 - 2010年）